# Luis Otero (periodista)
Luis Alberto Otero (15 de junio de 1962) es un político abogado, locutor y presentador de televisión argentino. Actualmente forma parte de eltrece, Mediodía noticias.

## Biografía
Su carrera periodística comenzó en Canal 13 en diciembre de 1983 con el regreso de la democracia. Desde el inicio de la señal el 1 de junio de 1993 trabajó en Todo Noticias. Condujo Buenas Noches, Argentina (1987-1988), Edición Especial (1988), Canal 13 Informa (1989-1990), Revista 13 (1990), Adelanto de Noticias, TN a las 19, TN Internacional, TN Central; fue conductor suplente de En síntesis y conductor de reemplazo en Telenoche. Condujo icónicamente Notitrece (ex El noticiero de Santo) en los mediodías junto a Silvia Martínez Cassina por Canal 13 desde 2004 a 2019, año en que puso en suspenso su carrera periodística. Además, condujo desde 2003 Tiene la Palabra en TN, con Silvia Martínez Cassina en la primera etapa y desde 2015, en su última etapa junto a Lorena Maciel. 
El 22 de marzo de 2019 se despidió de la televisión para dedicarse a la política. En las elecciones generales de 2019 se postuló como Candidato a Intendente del Partido de Avellaneda por la coalición Juntos por el Cambio, quedando en segundo lugar el 27 de octubre contra Jorge Ferraresi quien obtuvo el tercer mandato como intendente. Militó durante 2 años y medio para el Radicalismo, logrando ser presidente del comité de Distrito de Avellaneda. En febrero de 2022 vuelve al periodismo reincorporándose a eltrece para la conducción de un nuevo formato de noticiero Mediodía noticias y Telenoche.